# Кведа-Илеми
Кведа-Илеми (груз. ქვედა ილემი) — село в Грузии, на территории Зестафонского муниципалитета края (мхаре) Имеретия.

## География
Село находится в западной части Грузии, к западу от реки Дзирулы, на расстоянии приблизительно 5 километров (по прямой) к юго-востоку от города Зестафони, административного центра муниципалитета. Абсолютная высота — 360 метров над уровнем моря.

## Население
По результатам официальной переписи населения 2014 года, в Кведа-Илеми проживало 525 человек (253 мужчины и 272 женщины). В национальной структуре населения грузины составляли 99,6 %, осетины — 0,2 %, русские — 0,2 %.
| Год  | Население, человек |
| ---- | ------------------ |
| 2002 | 1047               |
| 2014 | ↘ 525              |